# Support (héraldique)
Les supports en héraldique sont des figures placées de chaque côté de l'écu et semblant le soutenir. Ces figures peuvent être des animaux réels ou imaginaires, des plantes ou des objets inanimés.
Souvent ceux-ci peuvent avoir une signification historique, tels le lion d'Angleterre et la licorne d'Écosse sur les deux formes des armes royales du Royaume-Uni. Les armoiries du nutritionniste John Boyd-Orr utilisent deux gerbes d'avoine comme supports, les armoiries du USS Donald Cook, des missiles. Des lettres de l'alphabet sont utilisées en tant que supports sur les armoiries de Valence.
Il y a généralement un support de chaque côté de l'écu, quoique dans certains cas le support soit placé derrière le bouclier. Les armoiries du Congo sont un exemple de support apparaissant derrière l'écusson.
Dans de rares cas, les supports sont au nombre de trois. Les armes du clan Dundas of that Ilk, par exemple, sont tenues par deux lions de gueules, eux-mêmes supportés par une salamandre.